# As If I Am Not There
Pour plus de détails, voir Fiche technique et Distribution.
As If I Am Not There (Као да ме нема en yougoslave cyrilique, Kao da me nema en yougoslave latin, signifiant Comme si je n'étais pas là) est un film dramatique  irlandais réalisé par Juanita Wilson (en) en 2010. Le film se déroule dans les Balkans et est tourné en langue serbo-croate. Le film a été sélectionné comme l'entrée irlandaise pour l'Oscar du meilleur film en langue étrangère au 84e cérémonie des Oscars (2012),,, mais n'a pas été retenu dans la liste finale.

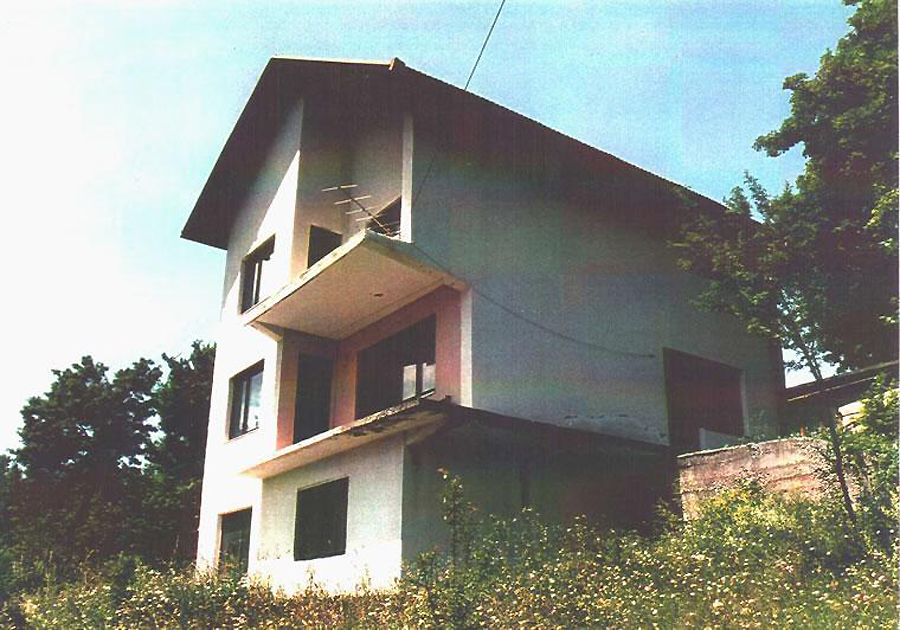
« La maison de Karaman », lieu où des femmes ont été violées à Foča en Bosnie, dont dès l'âge de douze ans. (Photo avec l'aimable autorisation du TPIY).

Le film est basé sur un roman de 1999 de la croate Slavenka Drakulić (Je ne suis pas là, éd. Belfond, 2002). Le sujet porte sur les femmes violées dans un des lieux de détention pour femme à Foča (Zločini u Foči) par huit serbes Bosniens : Milorad Krnojelac, Janko Janjić, Radovan Stanković, soldat du bataillon Miljevina qui dépendait de la brigade tactique de Foča, Dragoljub Kunarac (bs), commandant une unité spéciale de reconnaissance de la VRS (Vojska Republike Srpske, Armée de la république serbe de Bosnie), Zoran Vuković (en) et Radomir Kovač (bs), deux des commandants adjoints de la police militaire, Miodrag Nikačević, officier de police, et Dragan Gagović, chef des forces de police de Foča pendant la guerre de Bosnie de 1992 à 1995 (Silovanja u ratu u Bosni i Hercegovini). Les huit violeurs ont été inculpés, arrêtés et emprisonnés.

## Synopsis
La première image du film commence par montrer un bébé, dont son engendrement est raconté dans le film, issu du viol de l’héroïne, Samira, qui pleure en le regardant.
Bosnie 1992, Samira, une jeune et belle institutrice de Sarajevo, fait ses adieux à sa jeune sœur ainsi qu’à sa mère d’origine serbe (orthodoxe) et son père d’origine handžar (musulman). Il interrompt la lecture de son journal Oslobođenje et coiffe Samira d’un hijab, qu’elle s’empresse aussitôt d’enfiler autour de son cou.
Samira est envoyée faire un remplacement à l’école d’une bourgade handžar non loin de Foča, une petite ville aux confins de l’est de la Bosnie qu’elle rejoint par le car. Samira s’installe dans un petit appartement déjà aménagé. Sur le mur de la classe de l’école trône encore le portait de Tito, mort depuis plus de dix ans. Comme tous ses compatriotes yougoslaves incrédules, Samira ne croit pas à la guerre. Elle annonce aux enfants qu’elle remplace leur institutrice jusqu’à son retour. Les enfants lui répondent qu’elle ne reviendra plus et que Samira ne risque rien si elle n’a rien à cacher.
Le 6 avril 1992, la VRS (Vojska Republike Srpske), Armée de la république serbe de Bosnie) assiège et bombarde Sarajevo. Le téléphone est coupé ne permettant pas à Samira d’être mise au courant. Deux jours plus tard, Samira voit la fumée d’un incendie monter d’une bourgade voisine : elle entend le bruit de mitraille et de bombardement par une troupe de serbes.
Pendant que Samira écrit à ses parents, elle est interrompue par le bruit d’une famille fuyant le village à dos-d’âne en pleine nuit. 
Le matin, Samira est réveillée par la milice serbe qui entre dans le village et qui fouille maison par maison pour regrouper tous les villageois handžars dans un entrepôt. Les femmes avec les enfants sont séparées des hommes, qui sont emmenés dans un autre bâtiment à quelques pas d’ici, pendant que les femmes sont retenues et restent muette en entendant la mitraille fusiller tous les hommes handžars. Les serbes reviennent avec deux bus, et y font embarquer les femmes avant de mettre le feu au bâtiment où gisent les hommes.
Les femmes sont emmenées dans un vaste hangar en pleine campagne à plusieurs kilomètres du village. Elles sont enfermées dans un entrepôt et y dorment à même le ciment. Le matin, les serbes les réveillent et les emmènent dans un champ où elles reçoivent l’ordre d’uriner. Elles sont reconduites dans le hangar, et assises, elles reçoivent des morceaux de pain jetés par les serbes qui le leur distribue en les transportant dans un sceau.
Samira prend soin des enfants et des vieillardes. La deuxième nuit, les serbes extradent une jeune fille du groupe et l’emmènent en dehors du hangar. Le jour suivant, les tâches et travaux sont répartis. Quatre jeunes femmes dont une écolière de la classe de Samira sont emmenées dans une maison à l’écart. Les femmes espèrent être libérées contre un échange de prisonniers. Un soldat appel Samira et la conduit dans la maison pour y subir un viol collectif par trois soldats serbes qui pensent que du fait que son père est handžar, elle ne peut être que musulmane.
Elle est enfermée avec les autres femmes, ainsi que la fillette, dans la même pièce, qui permet aux soldats de venir chercher leurs victimes pour les violer l’une après l’autre. Samira prend soin de l’écolière qui meurt peu après avoir été scarifié. Les cinq femmes se rendent laides volontairement pour se protéger des violeurs, au contraire de Samira qui refusant d’être traité comme un animal, se maquille comme une femme et se donne au capitaine pour ainsi échapper à ses violeurs. Elle devient la protégée du capitaine qui loge dans une deuxième maison.
À la mi-août 1992, les serbes évacuent le camp pour libérer les femmes contre un échange. Au moment de monter dans le bus, le capitaine appelle Samira pour lui faire ses adieux. Samira court pour ne pas rater le bus. Sur la route du retour au village, toutes les maisons sont en ruines.
En décembre, le médecin anglais annonce à Samira qu’elle porte, comme beaucoup d’autres, l’enfant d’un de ses violeurs. Elle refuse de le garder et veut s’en débarrasser. Mais le médecin lui dit qu’il est trop tard.
En janvier 1993, Samira met au monde son bébé. Lui rappelant son passé et ses souffrances, elle décide de l'abandonner et coupe le bracelet portant son nom. Mais le lait fuyant de ses seins l’oblige à allaiter son bébé. Et pendant qu’il tête, elle ne peut s’empêcher de pleurer.

## Fiche technique
- Photographie : Tim Fleming
- Dates de sortie :
  - Bosnie-Herzégovine : 26 juillet 2010
  - Irlande : 4 mars 2011
  - France : 27 février 2013

## Distribution
- Andrej Bogoeski : bébé de Samira
- Nataša Petrović (en) : Samira
- Angela Stojanovska : sœur de Samira
- Zoran Trajkovski : père de Samira
- Sofija Kunovska : mère de Samira
- Jana Mircevska : Alice, l’écolière scarifiée d’une croix
- Kristijan Svetiev : soldat qui arrête Samira
- Miraj Grbić : commandant qui sépare les villageois
- Sanja Burić : l'infirmière du camp
- Fedja Stukan : le capitaine du camp
- Nenad Mitevski : Bojan
- Stellan Skarsgård: le docteur à l'hôpital
- Jana Stojanovska : l'infirmière à l'hôpital

## Réception
En 2011, le Rotten Tomatoes a donné au film un score de 92% critiques positives basé sur 12 avis.
Un deuxième film sur le même sujet est sorti le 23 décembre 2011, Au pays du sang et du miel, réalisé par Angélina Jolie. Le même jour, le croate Josip Kneževic (nom de romancier : James Braddock) a publié « The Soul Shattering » traduction anglaise de son roman originellement sorti en décembre 2007 en serbo-croate sous le titre « Slamanje duše ».